# Født til å herske
Født til å herske è il primo album del progetto solista Mortiis.

## Il disco
Caratterizzato da due lunghe tracce in stile dark ambient, esse sono quasi completamente strumentali a parte una piccola parte narrata in lingua norvegese in Født til å herske, Part II.
Altra versione dell'LP è stata realizzata nel 1996 dalla Dark Dungeon Music e nel 1999 dalla Earache.
Sono state prodotte 500 copie su vinile dorato, numerate a mano; le copie vennero firmate personalmente da Mortiis.

## Tracce
1. Født til å herske, Part I – 27:37
2. Født til å herske, Part II – 25:25

## Formazione
- Mortiis - tutti gli strumenti, voce